# Lurtigen
Lurtigen là một đô thị trong huyện See thuộc bang Fribourg ở Thụy Sĩ. Tên tiếng Pháp, ngày nay ít được sử dụng, là Lourtens.